# Derskogen
Derskogen eller Stora Derskogen [estlandssvenskt uttal: de:sjkon] (estniska Metsküla) är en tidigare svenskspråkig by i Nuckö kommun, landskapet Läänemaa, längst i öster i det gamla svenskområdet i Estland.  Den ligger i närheten av grannbyarna Lilla Derskogen (Klaanemaa) och Klottorp (Suur-Nõmmküla).